# Norbertusgymnasium
Das Norbertusgymnasium in Magdeburg ist ein staatlich anerkanntes Gymnasium in der Trägerschaft der Edith-Stein-Schulstiftung des Bistums Magdeburg.
Das Gymnasium wurde 1991 von Bischof Leo Nowak auf Elternwunsch hin als Norbertusgymnasium neu gegründet. Die Schule versteht sich als eine Alternative zum staatlichen Schulwesen. Die schulische Praxis ist an christlichen Werten und dem christlichen Menschenbild orientiert. Die Schule besitzt neben der christlichen Prägung ein sprachlich-musikalisch-künstlerisches Profil.

## Gebäude
Im Altbau des Schulgebäudes war von 1949 bis 1987 eine Polytechnische Oberschule, anschließend die Verkehrsschule für den Bereich Magdeburg untergebracht. Der Altbau der Schule steht unter Denkmalschutz.
Das Doppelschulgebäude mit drei Geschossen und einem Walmdach wurde von den örtlichen Baubeamten Otto Peters und Wilhelm Berner konzipiert und erbaut. An der von hellen Putzflächen und roten Ziegelsteinen beherrschten symmetrisch gestalteten Fassade zur Straße hin befinden sich neogotische Elemente. Die Risalite zum Eingang korrespondieren mit den Treppenhausrisaliten auf der Hofseite. Im Zuge der Trennung der Geschlechter wurden die jeweiligen Schulhaushälften mit jeweils vier Klassenzimmern ohne einen sie verbindenden Mittelflur errichtet. Nach erheblicher Beschädigung des Gebäudes im Zweiten Weltkrieg wurde zunächst wieder aufgebaut und ab 1991 dann auch moderne Anbauten angefügt, die 1995 bezugsfertig waren.

## Geschichte
Als das Gründungsjahr der Schule gilt 1898. Es entstand eine Jungen- und Mädchenschule (Neustädter 2. Volksknabenschule und Neustädter 2. Volksmädchenschule), die durch verschiedene Aufgänge voneinander getrennt waren. Nach dem Zweiten Weltkrieg wandelte man 1949 die Einrichtung in eine Polytechnische Oberschule mit dem Namen Wilhelm-Wander-Polytechnische Oberschule. Nach der Wende und der Renovierung des Altbaus durch das Bistum Magdeburg wurde sie 1991 als Norbertusgymnasium neu gegründet. 1995 erfolgte die Fertigstellung eines behindertengerechten Neubaus. Nach der Gründung der Edith-Stein-Schulstiftung 2003 ging das Norbertusgymnasiums in deren Trägerschaft über.

## Schulleben und Fachunterricht
Das Norbertusgymnasium Magdeburg ist gegliedert in die
- Unterstufe (Klassen 5–6)
- Mittelstufe (Klassen 7–9) und die
- Oberstufe (Klassen 10–12)

Von der Klasse 5 bis 10 ist das Norbertusgymnasium Magdeburg ein vierzügiges Gymnasium.
Christliches Profil
Das Norbertusgymnasium sieht sich in Tradition zur katholischen Kirche und möchte seinen Schülerinnen und Schülern das christliche Menschen- und Weltbild vermitteln. Ab der 5. Klasse wird Religionsunterricht oder Ethik gelehrt. Dabei teilen sich 2 Klassen in jeweils einen katholischen Religionsunterrichts-Kurs, einen evangelischen Religionsunterrichts-Kurs und einen Ethik-Kurs auf. Getaufte Kinder besuchen den Religionsunterricht ihrer Konfession entsprechend, ungetaufte Kinder können aber auch am Religionsunterricht teilnehmen, wenn sie das wünschen. Die Schule ist offen für Menschen mit und ohne religiöse Bindung und zwingt niemanden etwas auf, es wird dennoch erwartet, dass man sich zum christlichen Menschenbild und deren Werten bekennt. Da die Schule ein Gymnasium in kirchlicher Trägerschaft ist, gibt es viele Möglichkeiten mit dem Christentum in Kontakt zu kommen. Neben Projekten in Rahmen des Religions- und Ethikunterrichts findet in der 8. und 9. Klasse auch „Dialogunterricht“ statt, wo die einzelnen Kurse für eine geraume Zeit gemischt werden und sich mit Themen wie „Erwachsenwerden“ oder „Umgang mit dem Tod“ beschäftigen. Seit einigen Jahren besteht auch die Möglichkeit der „Feier der Lebenswende“ die als eine Alternative für nicht-konfessionelle Jugendliche zur, in den Neuen Bundesländern immer noch üblichen, Jugendweihe angeboten wird.
Regelmäßig finden Schulgottesdienste entweder in der Kirche St. Nicolai oder in der Kirche St. Agnes statt. Die Teilnahme ist freiwillig und etwas besonderes im Raum Magdeburg. Zu Festen und Jubiläen finden ebenfalls feierliche Gottesdienste statt, zudem ist das Norbertusgymnasium eng mit dem Magdeburger Gemeindeleben verbunden. Manchmal finden auch Pilger- bzw. Wallfahrten statt. Zudem gibt es die Möglichkeit der Meditation, die im Meditationsraum während der Hofpause stattfindet.
Musikalisch-künstlerisches Profil
Neben 3 regulären Klassen (A, B, C) wird die D-Klasse stets als sogenannte „Bläserklasse“ geführt. Die Entscheidung, wer in die Bläserklasse kommt, wird von den Eltern und dem Kind bei der Anmeldung getroffen. Die Bläserklassen unterscheiden sich in der Unterstufe (5.–7. Klasse) von ihren 3 Parallelklassen darin, dass die Schülerinnen und Schüler zusätzlich zum normalen Lehrplan eine musikalische Ausbildung erhalten. So erlernt jeder ein Blasinstrument und es wird in Kooperation mit externen Musiklehrern Instrumental- und Orchesterunterricht gegeben. Die nach dem sachsen-anhaltischen Lehrplan vorgesehenen 2 wöchentlichen Musikstunden werden durch die zusätzliche Musikausbildung (4 Wochenstunden) ersetzt. Die Bläserklassen haben im Vergleich zu ihren Parallelklassen mehr Unterrichtsstunden in der Woche, dafür aber auch oft eine intensivere Klassengemeinschaft. Denn neben dem gemeinsamen Musizieren und Üben treten die Bläserklassen auch auf Schulveranstaltungen (Konzerte, Gottesdienste, Hoffeste, Jubiläen...) und auf Konzerten in und um Magdeburg auf. Außerdem finden jährlich Fahrten mit den anderen Bläserklassen und dem Orchester statt. Mit dem Übergang in die 8. Klasse geht die Bläserklasse in eine reguläre Klasse über. Es besteht jedoch die Möglichkeit, weiterhin musikalisch im Orchester, im Kammerorchester oder in den Schulchören aktiv zu sein.
Das Norbertusgymnasium ist eine musikalisch geprägte Schule und wird vom Schulverein „Norberts musiziert e. V.“ in dieser Hinsicht unterstützt.
Das Fach Musik wird in 2 Fachräumen unterrichtet und ist bis zum Ende der 9. Klasse für alle Schülerinnen und Schüler verpflichtend. Dann entscheidet man sich zwischen Musik oder Kunst. Die Musikräume verfügen über diverse Instrumente und Medien (Whiteboard, Beamer, Fernseher, Lautsprecher...) die für den Unterricht genutzt werden können. Musik kann als mündliches Abiturfach abgelegt werden.
Das Norbertusgymnasium besitzt 4 große Kunsträume, die für den Kunstunterricht vorgesehen sind. Kunst wird mit jeweils 2 Stunden in der Woche ab der 5. Klasse gelehrt. Zu 2 regulären Kunsträumen kommt ein Graphikraum hinzu, mit Möglichkeiten des Druckens, sowie ein Werkraum, in dem plastische Arbeiten (töpfern, schnitzen, modellieren, formen...) durchgeführt werden können. Der Kunstunterricht prägt die Schule: Neben regelmäßigen Ausstellungen von Arbeiten auf den Fluren findet im Januar jeden Jahres auch eine große Kunstausstellung von Schülerinnen und Schülern statt, wo für die einzelnen Jahrgangsgruppen die besten Arbeiten ausgezeichnet werden. Außerdem beteiligen sich immer wieder Kunstschüler an Kunstwettbewerben und es finden Exkursionen zu Ausstellungen der Magdeburger Kunstszene statt (Kloster Unser Lieben Frauen, Aerosol-Arena, Forum Gestaltung e. V., Ateliers und Galerien in Buckau...). Auf dem Schulhof befindet sich eine sehenswerte Graffitiwand sowie eine Hauswand, die nach einem schulinternen Wettbewerb auf Grundlage einer Schülerarbeit gestaltet wurde.
Kunst muss von allen Schülerinnen und Schülern bis zum Ende der 9. Klasse belegt werden. Zum Beginn der 10. Klasse muss man sich zwischen Musik oder Kunst entscheiden. Es kann als mündliches Abiturfach abgelegt werden.
Sprachliches Profil
Der Deutschunterricht ist von jedem Schüler und jeder Schülerin verpflichtend zu belegen von Klasse 5 bis 12. Der Deutschunterricht am Norbertusgymnasium bietet neben dem Lehrplan auch Einblicke in fächerübergreifende Themen. So werden Theater- und Revueveranstaltungen gemacht, es gibt Poetry-Slam-Veranstaltungen oder es werden Literaten und Journalisten in die Schule eingeladen. Zusätzlich finden Besuche im Magdeburger Theater statt. In der Oberstufe ist es Tradition geworden, dass die Deutschkurse eine Exkursion nach Weimar machen um die Wirkungsorte von Schriftstellern der Weimarer Klassik zu besuchen. Bis 2016 war Deutsch ein verpflichtendes Abiturfach in Sachsen-Anhalt. Seit 2017 muss man nicht zwingend im Fach Deutsch sein Abitur ablegen. Man kann Deutsch als schriftliches oder mündliches Abiturfach wählen.
Englisch wird als erste Fremdsprache gelehrt und muss verpflichtend besucht werden von Klasse 5 bis 10. Das Norbertusgymnasium nimmt regelmäßig an Wettbewerben wie z. B. The Big Challenge teil. In der 9. oder 10. Klasse wird eine Fahrt nach London angeboten. Neben dem Erlernen der englischen Sprache beschäftigt man sich auch mit englischsprachiger Literatur, Kultur, Filmen, Musik, Politik und Gesellschaft. Zum Ende der 10. Klasse findet ein fächer- und klassenübergreifendes Englischprojekt zum Thema „London“ statt. In der Oberstufe kann man Englisch weiter belegen. Es wird mit 4 Wochenstunden gelehrt und es besteht die Möglichkeit sein Abitur (schriftlich oder mündlich) im Fach Englisch abzulegen.
Latein ist die zweite verpflichtende Fremdsprache am Norbertusgymnasium und wird ab der 6. Klasse unterrichtet. Latein muss bis zum Ende der 10. Klasse belegt werden. Man übersetzt Texte aus dem Lateinischen ins Deutsche und lernt die lateinische Grammatik. Darüber hinaus lernt man viel über die Antike, das Alte Rom, Mythologie und stößt auf Diskussionen und Theorien von altsprachlichen Dramatikern, Philosophen, Schriftstellern und Naturwissenschaftlern. Mindestens ein Mal nimmt jeder Schüler und jede Schülerin am Wettbewerb „Certamen Franckianum“ teil (in der Regel in Klasse 8). Hier war das Norbertusgymnasium bereits mehrmals äußerst erfolgreich. Wenn man das Fach Latein zum Ende der 10. Klasse mindestens mit der Note „ausreichend“ ablegt, erhält man mit der Ausgabe des Abiturzeugnisses das Latinum aufgrund der 5 Lernjahre. Latein kann in der Oberstufe weiterbelegt werden und wird dann vierstündig in der Woche unterrichtet. Es besteht die Möglichkeit, sein Abitur (schriftlich oder mündlich) im Fach Latein abzulegen.
Die 3. Fremdsprache wird im Kurssystem unterrichtet und beginnt mit der 8. Klasse. Die Schülerinnen und Schüler wählen dabei Mitte der 7. Klasse aus den Sprachen Russisch, Französisch und Altgriechisch eine Sprache aus, welche dann mindestens von Klasse 8 bis Ende der 10. Klasse belegt wird.
Französisch wird ab der 8. Klasse als 3. Fremdsprache angeboten. Das Norbertusgymnasium Magdeburg unterhält eine Schulpartnerschaft zum Collège „Saint Paul Bourdon Blanc“ im französischen Orléans. Es findet regelmäßig in der 9. Klasse ein Schüleraustausch nach Orléans statt, wobei auch Paris besucht wird. Im Gegenzug kommen dieselben Schüler für eine Woche nach Magdeburg. Es können auch längere Austausche mit französischen Schülern (frankreichweit) organisiert werden. Auch das zweiwöchige Sozialpraktikum kann man an der Partnerschule in Orléans machen. Neben dem Erlernen der französischen Sprache und Grammatik befasst man sich auch mit den deutsch-französischen Beziehungen, der Politik, einigen Literaturstücken (z. B. „Der Kleine Prinz“), der französischen Geschichte, der frankophonen Welt und Kultur, der Arbeitswelt usw. Es werden auch manchmal Aufführungen organisiert. Jedes Jahr besuchen die Französischkurse auch einen Film auf dem Moritzplatz im Rahmen der französischen Filmwochen oder sonstige Veranstaltungen in Magdeburg, wie z. B. die Fête de la musique. Bis zum Ende der 10. Klasse muss die 3. Fremdsprache fortgeführt werden. In der Oberstufe kann man Französisch weiterhin belegen, es wird in der Woche vierstündig unterrichtet und vertieft die Kenntnisse und Einblicke in die französische Sprache. So kann man auch am Ende der 12. Klasse sein Abitur (schriftlich oder mündlich) im Fach Französisch ablegen.
Russisch wird ab der 8. Klasse angeboten und muss mindestens bis Ende der 10. Klasse belegt werden. Im Fach Russisch lernt man neben Kyrillisch auch viel über russische Kultur, Politik, Wirtschaft und Literatur kennen. Die Fachschaft Russisch hat intensive Kontakte mit 2 Partnerschulen in Russland. Eine Partnerschule befindet sich in Kaliningrad und heißt „Lyzeum Nr. 17“. Dorthin geht auch ein Schüleraustausch. Die zweite Partnerschule befindet sich in Nowosibirsk mit dem Namen "Gymnasium Nr. 6 "Hermelin"". Auch nach Nowosibirsk kann man an einem Austausch teilnehmen. Regelmäßig kommt der russische Gegenbesuch nach Magdeburg. Die Russischschüler nehmen bereits seit Jahren erfolgreich an Wettbewerben teil. Tradition an der Schule hat das „Russische Weihnachtsmärchen“ am letzten Tag vor den Weihnachtsferien. Russischschülerinnen und Russischschüler der 10. Klassen führen dabei ein bekanntes Märchen als Neuinterpretation für die gesamte Schulgemeinschaft in russischer Sprache auf. In der Oberstufe kann man Russisch weiterhin belegen, es wird in der Woche vierstündig unterrichtet. So kann man auch am Ende der 12. Klasse sein Abitur (schriftlich oder mündlich) im Fach Russisch ablegen. In der Schule besteht ein Russischraum.
Eine Besonderheit ist das Fach Altgriechisch welches in Sachsen-Anhalt nur an 3 Schulen erlernt werden kann. Es wird als 3. Fremdsprache ab der 8. Klasse angeboten und ermöglicht einen Einblick in die Welt des antiken Griechenlands samt Sprache, Theorien, Literatur und Kultur. Altgriechisch wird in der Regel nur von wenigen Schülerinnen und Schülern belegt, weshalb es eine sehr kleine und familiäre Lerngruppe gibt. Alle 2 Jahre wird zudem eine Griechenlandfahrt nach Athen organisiert. Zudem finden Exkursionen wie z. B. in das Pergamonmuseum nach Berlin statt. Wenn man Altgriechisch bis zur 11. Klasse belegt und mit 5 Notenpunkten abschließt, erhält man mit dem Abiturzeugnis das Graecum. Altgriechisch kann bis zur 12. Klasse belegt werden und auch als mündliches oder schriftliches Abiturfach belegt werden.
Naturwissenschaftliches Profil
Am Norbertusgymnasium Magdeburg werden die Fächer Mathematik, Biologie, Physik, Chemie und Informatik als naturwissenschaftliche Fächer unterrichtet. Die Fächer Biologie, Physik, Chemie und Informatik verfügen über eigene Fachräume, in denen der Unterricht stattfindet.
Mathematik ist verpflichtend von Klasse 5 bis 12 zu belegen. Bis 2016 war es verpflichtendes Abiturfach, seit 2017 muss man nicht zwingend sein Abitur in Mathematik ablegen. Man kann es als schriftliches oder mündliches Abitur ablegen.
Biologie wird zweistündig in der Woche ab der 5. Klasse gelehrt und ist verpflichtend bis zum Ende der 10. Klasse. In der 9. Klasse findet für jeweils eine Klasse im Jahrgang eine Projektfahrt in Drei Annen Hohne statt. In der Oberstufe kann Biologie weiterhin belegt werden, wahlweise zweistündig oder vierstündig. Man kann es als schriftliches oder mündliches Abitur ablegen.
Physik wird zweistündig in der Woche ab der 6. Klasse gelehrt und muss bis zum Ende der 10. Klasse besucht werden. Als Magdeburger Schule wird natürlich auf den Magdeburger Naturwissenschaftler und ehemaligen Bürgermeister Otto von Guericke eingegangen. Exkursionen finden zum Beispiel statt in den Jahrtausendturm oder in die Lukasklause oder auch ins Phaeno nach Wolfsburg. Physik kann in der Oberstufe wahlweise zweistündig oder vierstündig belegt werden. Man kann es als schriftliches oder mündliches Abitur ablegen.
Chemie wird ab der 7. Klasse gelehrt. Bis zum Ende der 10. Klasse ist das Fach verpflichtend, in der Oberstufe kann es wahlweise zweistündig oder vierstündig belegt werden. In der 10. Klasse findet für eine Klasse im Jahrgang eine Projektfahrt nach Blankenburg statt. Man kann es als schriftliches oder mündliches Abitur ablegen.
Informatik wird am Norbertusgymnasium als zweistündiges Wahlfach mit Beginn der 11. Klasse angeboten. Es stehen in beiden Informatikräumen etwa 40 Computerarbeitsplätze zur Verfügung. Darüber hinaus wird der Informatikraum gerne fachübergreifend genutzt. Informatik kann am Norbertusgymnasium nicht als Abiturfach abgelegt werden.
Gesellschaftswissenschaftliches Profil
Am Norbertusgymnasium werden die Fächer Geschichte, Geographie, Sozialkunde und Religion/Ethik als Gesellschaftswissenschaften unterrichtet.
Geschichte wird ab der 5. Klasse gelehrt und muss durchgängig bis in die 12. Klasse belegt werden. Während das Fach bis zum Ende der 10. Klasse zweistündig gelehrt wird, wird in der Oberstufe Geschichte vierstündig unterrichtet. In der 10. Klasse führt eine Klasse des Jahrgangs eine Projektfahrt nach Polen durch. Dort befindet sich eine weitere Partnerschule des Norbertusgymnasium, das St. Zeromski-Lyzeums in Strzegom. Während sich die Schülerinnen und Schüler gemeinsam mit den polnischen Schülerinnen und Schülern während des Projektes in Polen vor allem mit der Geschichte der deutschen Verbrechen während des 2. Weltkrieges und dem Holocaust auseinandersetzen, steht beim Gegenbesuch in Magdeburg die Zeit des geteilten Deutschlandes und des Kalten Krieges im Vordergrund. Neben Besuchen von ehemaligen Konzentrationslagern und Gedenkstätten in Berlin beschäftigt man sich auch mit der neueren Geschichte. Geschichte kann man als schriftliches oder mündliches Abiturfach wählen.
Geographie wird ab der 5. Klasse unterrichtet und wird von allen bis zum Ende der 9. Klasse belegt. Zum Beginn der 10. Klasse muss man sich zwischen Geographie oder Sozialkunde entscheiden. Das Norbertusgymnasium nimmt regelmäßig am Geographiewettbewerb „Diercke Wissen“ teil und es findet in der 9. Klasse für jeweils eine Klasse des Jahrganges eine Projektfahrt nach Arendsee statt. Geographie kann als mündliches Abiturfach belegt werden. Geographie kann nur zweistündig belegt werden.
Sozialkunde wird erst ab der 8. Klasse unterrichtet. Es kann nur zweistündig belegt werden. Neben Besuchen von Lokalpolitikern und Diskussionsrunden vor Wahlen besucht man auch oft den Magdeburger Landtag, den Bundesrat und den Bundestag in Berlin. Das Norbertusgymnasium war immer mal wieder erfolgreich im Wettbewerb „Jugend debattiert“. um den Schülerinnen und Schülern Politik näher zu bringen, finden oft auch Juniorwahlen vor richtigen Wahlen statt oder Schulveranstaltungen mit Diskussionsgästen und Politikerrunden. Mit dem Eintritt in die 10. Klasse muss man sich zwischen Sozialkunde und Geographie entscheiden. Sozialkunde kann als mündliches Abiturfach belegt werden.
Religion oder Ethik werden von der 5. bis zur 12. Klasse jeweils zweistündig belegt. Es gibt einen Religions-/Ethikraum. Der Religionsunterricht findet getrennt in katholischen Religionsunterrichtskursen und evangelischen Religiosunterrichtskursen statt. Ethik ist die Alternative für Menschen die sich an keinen oder an einen anderen Glauben gebunden fühlen, aber keinen christlichen Religionsunterricht besuchen möchten. Der Religionsunterricht vermittelt christliche Werte und behandelt unter anderem die Geschichte des Christentums und Geschichten und Texte aus der Bibel. Man befasst sich auch mit anderen Religionen (dem Judentum, dem Islam, dem Hinduismus und dem Buddhismus) und lernt so auch Toleranz und Verständnis gegenüber Andersgläubigen. In der Oberstufe haben auch philosophische Lerneinheiten, insbesondere im Fach Ethik, einen hohen Stellenwert. Religion oder Ethik können als mündliches Abiturfach belegt werden.
Sportliches Profil
Das Fach Sport wird von Klasse 5 bis 7 dreistündig unterrichtet, ab der 8. Klasse zweistündig in der Woche. Das Norbertusgymnasium verfügt über eine große in 3 Einheiten teilbare Mehrzweckhalle. Auf dem Schulhof befindet sich eine Laufbahn, eine Weitsprunganlage, ein Fußball- und ein Basketballfeld. Außerdem gibt es mehrere Tischtennisplatten. Seit 2011 besitzt das Norbertusgymnasium gemeinsam mit der benachbarten St.-Mechthild-Grundschule einen eigenen Sportplatz am ehemaligen Humboldtgymnasium. Dieser Sportplatz wurde unter anderem mit Spendengeldern der Schulgemeinschaft finanziert. So gab es zwei große Sponsorenläufe im Magdeburger Rotehornpark. Der Sportplatz verfügt neben Sanitäranlagen u. a. über eine Laufbahn, eine Weitsprunganlage, eine Rundlaufbahn und ein Spielfeld für Hockey und Fußball.
In der Oberstufe werden Sportkurse gewählt, die jeweils ein Semester lang belegt werden (zweistündig die Woche). Neben klassischen Sportkursen wie Handball, Badminton, Volleyball, Fußball, Basketball, Leichtathletik oder Turnen werden auch z. B. Tennis, Ski, Tanz, Surfen, Judo oder Tischtennis angeboten. Sport kann in Sachsen-Anhalt nicht als Abiturfach abgelegt werden.
Das Norbertusgymnasium hat mit dem SC Norbertus einen aktiven Fußballverein. Es gibt zudem eine Hockey-Schulmannschaft.

## Sonstiges
Die Klassenleitungen werden jeweils nach der 7. Klasse und nach der 10. Klasse abgeben und ein neuer Klassenlehrer oder eine neue Klassenlehrerin übernimmt. So hat jeder Schüler, in der Regel, mindestens 3 Klassenlehrer/Klassenlehrerinnen erlebt, von der 5.–7. Klasse, von der 8.–10. Klasse und von der 11.–12. Klasse.
Das Norbertusgymnasium orientiert sich am „Marchtaler Plan“: In der Unterstufe gibt es in der ersten Stunde einen Morgenkreis für die Klasse, um in die Woche einzusteigen. Dabei hat man die Möglichkeit, sich z. B. über gesellschaftliche Entwicklungen und Ereignisse auszutauschen, über Bräuche etwas zu erfahren oder auch klasseninterne Konflikte oder Organisierungen zu sprechen. Zusätzlich gibt es in den Klassen 5 und 6 jeweils für 3 Stunden die „Freie Stillarbeit“ (FSA) in dem die Schülerinnen und Schüler einen Monatsplan erhalten und dort Aufgaben aus den Fächern Deutsch, Mathematik, Englisch, VU oder anderen Fächern erledigen sollen. Dabei geht es darum, das die Schülerinnen und Schüler sich die Aufgaben selbstständig abholen und innerhalb des Monats bearbeiten. Eine Lehrkraft ist stets für Fragen und für die Aufsicht anwesend. Das Fach VU („Vernetzter Unterricht“) wird in den Klassen 5 bis 6 für jeweils 4 Stunden in der Woche unterrichtet. In VU werden Unterrichtsgegenstände aus den Fächern Geschichte und Geographie unterrichtet und miteinander verbunden („vernetzt“). Geographie und Geschichte werden somit erst ab der 7. Klasse als eigenständige Fächer unterrichtet.
Am Norbertusgymnasium werden die Klassen nach dem Abschluss der 10. Klasse neu gemischt. Es entstehen mindestens 5 neue 11. Klassen, manchmal auch 6. Die neuen Klassen (A, B, C, D, E, (F)) bestehen in der 11. und der 12. Jahrgangsstufe und die Aufteilung richtet sich nach den Kursen, die in der 10. Klasse für die Qualifikationsphase gewählt werden. Generell hat man aber in der Qualifikationsphase Unterricht mit vielen Mitschülern aus unterschiedlichen Klassen, je nach Kursangebot.
Jede Klasse eines Jahrganges erhält eine Projektfahrt in der 9. oder in der 10. Klasse. Diese Projektfahrt geht jeweils 2 Wochen und man erhält dort auch Noten. Für die 4 Klassen (A, B, C, D) gibt es je eine Projektfahrt im Fach Chemie, im Fach Biologie, im Fach Geographie und im Fach Geschichte. Während die Fahrten der Naturwissenschaften innerhalb von Sachsen-Anhalt bleiben, fährt die Geschichtsprojekt-Klasse zur Partnerschule nach Strzegom in Polen. Oft steht dort auch ein Besuch nach Breslau an. Im Gegenzug kommt der polnische Besuch später oder schon früher nach Magdeburg um hier für eine Woche zu leben. Oft werden z. B. Gedenkstätten in Berlin zur Deutschen Teilung besucht. In Leipzig werden die Orte der Montagsdemonstrationen und die Nikolaikirche aufgesucht.
Im Norbertusgymnasium sind alle Schülerinnen und Schüler der 10. Klassen verpflichtet ein zweiwöchiges Sozialpraktikum zu absolvieren. Das Sozialpraktikum findet meist zwischen den Weihnachtsferien und den Winterferien statt. Ziel ist es, soziale Berufe und deren Wert für die Gesellschaft kennenzulernen und zu erleben. Viele machen das Sozialpraktikum z. B. in Kindergärten, Grundschulen, Krankenhäusern, Kirchengemeinden, Altenheimen oder Sozialhäusern.
In der 11. Klasse muss jeder Schüler und jede Schülerin eine Jahresarbeit in einem selbst gewählten Fach zu einem selbst gewählten Thema anfertigen. Dabei steht das wissenschaftliche Arbeiten im Vordergrund. Anschließend wird die Arbeit in einem Kolloquium vor dem Kurs verteidigt.
Für den Besuch des Norbertusgymnasiums muss Schulgeld bezahlt werden, da es sich um eine nichtstaatliche Schule handelt und die Schule nicht dieselbe Finanzierung erhält wie staatliche Schulen.
Auch am Norbertusgymnasium gibt es zahlreiche freiwillige Arbeitsgemeinschaften (AG). Neben Sport-AGs wie Volleyball, Boxen, Fußball, Hockey, Fahrrad oder Akrobatik gibt es auch Kunst-AGs wie z. B. Töpfern oder Fotografie. Neben dem Orchester, Chor und Kammerorchester gibt es auch eine erfolgreiche und ausgezeichnete Theater-AG. Auch Sprachen wie Niederländisch, Spanisch oder Italienisch wurden angeboten.
Im Norbertusgymnasium werden freiwillige Schülerinnen und Schüler zu „Schulsanitätern“ und „Rettungsschwimmern“ in Kooperation mit den Maltesern ausgebildet die in Notfällen Erste Hilfe leisten können.
Mit dem Projekt „Schüler helfen Schüler“ geben ältere Schülerinnen und Schüler jüngeren Mitschülern Nachhilfe in diversen Fächern wie z. B. Mathematik, Englisch, Latein, Französisch oder Deutsch.
Vier Mal im Jahr erscheint die Schulzeitung „urbi@norbi“.
2016 feierte die Schulgemeinschaft das 25-jährige Jubiläum bei einer Festveranstaltung auf der Seebühne im Magdeburger Elbauenpark.

## Engagement und Präsenz in Magdeburg
Das Norbertusgymnasium genießt im Raum Magdeburg einen guten Ruf. Es wird auch, als nichtstädtische Schule, von Kindern aus den umliegenden Landkreisen besucht. In Magdeburg kennt man die Schule u. a. wegen der sehr aktiven Musikgruppen, aber auch wegen des Fußballclubs SC Norbertus. Im März jeden Jahres findet der Heinrich-Wiemeyer-Cup statt, zu dem auch Nachwuchsmannschaften aus anderen Regionen Deutschlands anreisen. Das Norbertusgymnasium engagiert sich auch in der Integration von Flüchtlingen und bietet gemeinsam mit anderen Vereinen der Stadt regelmäßig Flüchtlingskindern und deutschen Kindern einen bunten Freizeitnachmittag in der Schule an. Die Schule ist jährlich auf der „Meile der Demokratie“ vertreten, die sich im Januar entlang des Breiten Weges zieht und sich als Gegenprotest gegen die einstigen Aufmärsche von Rechtsextremen zum Jahrestag der Bombardierung Magdeburgs formierte. Dem Norbertusgymnasium wurde 2009 der Titel „Schule ohne Rassismus – Schule mit Courage“ verliehen. Außerdem gibt es für interessierte Senioren einen „Handy-Kurs“, bei dem Senioren von Schülerinnen und Schülern den Umgang mit einem Handy erklärt bekommen und ihnen mit ihrem Handys geholfen wird. Manchmal findet jeweils im Spätherbst der „Hungermarsch“ des Bistums Magdeburg statt, bei dem auch viele Lehrkräfte und Schülerinnen und Schüler mitlaufen, um eine Schule in Ghana zu unterstützen. Bei mehreren Projekten wurde Geld für neue Stolpersteine in Magdeburg gesammelt, um an ehemalige von den Nationalsozialisten verfolgte Magdeburgerinnen und Magdeburger zu erinnern. Das Norbertusgymnasium nimmt jedes Jahr am Magdeburg-Marathon teil. Im Willen einer Begabtenförderung unterstützen Lehrkräfte und Schülerinnen und Schüler des Norbertusgymnasiums interessierte Grundschüler im Wissenserwerb der über den Stoff der Grundschule herausgeht. Das wurde u. a. für die Fächer Mathematik, Sachkunde, Chemie, Englisch oder Latein durchgeführt. Durch den neuen Sportplatz hat die Schule zum Aufschwung Magdeburgs ab den 2000er Jahren beigetragen und eine Brachfläche wieder attraktiv gemacht.